# Liste der Monuments historiques in Pleumeur-Gautier
Die Liste der Monuments historiques in Pleumeur-Gautier führt die Monuments historiques in der französischen Gemeinde Pleumeur-Gautier auf.

## Liste der Bauwerke
| Bezeichnung    | Beschreibung           | Standort                   | Kennzeichnung | Schutzstatus | Datum | Bild           |
| -------------- | ---------------------- | -------------------------- | ------------- | ------------ | ----- | -------------- |
| Kreuz          | Kreuz, 18. Jahrhundert | Route de Lezardieux (Lage) | PA00089443    | Inscrit      | 1927  | weitere Bilder |
| Croix du Salut | Kreuz, 18. Jahrhundert | (Lage)                     | PA00089444    | Inscrit      | 1933  | weitere Bilder |

## Liste der Objekte

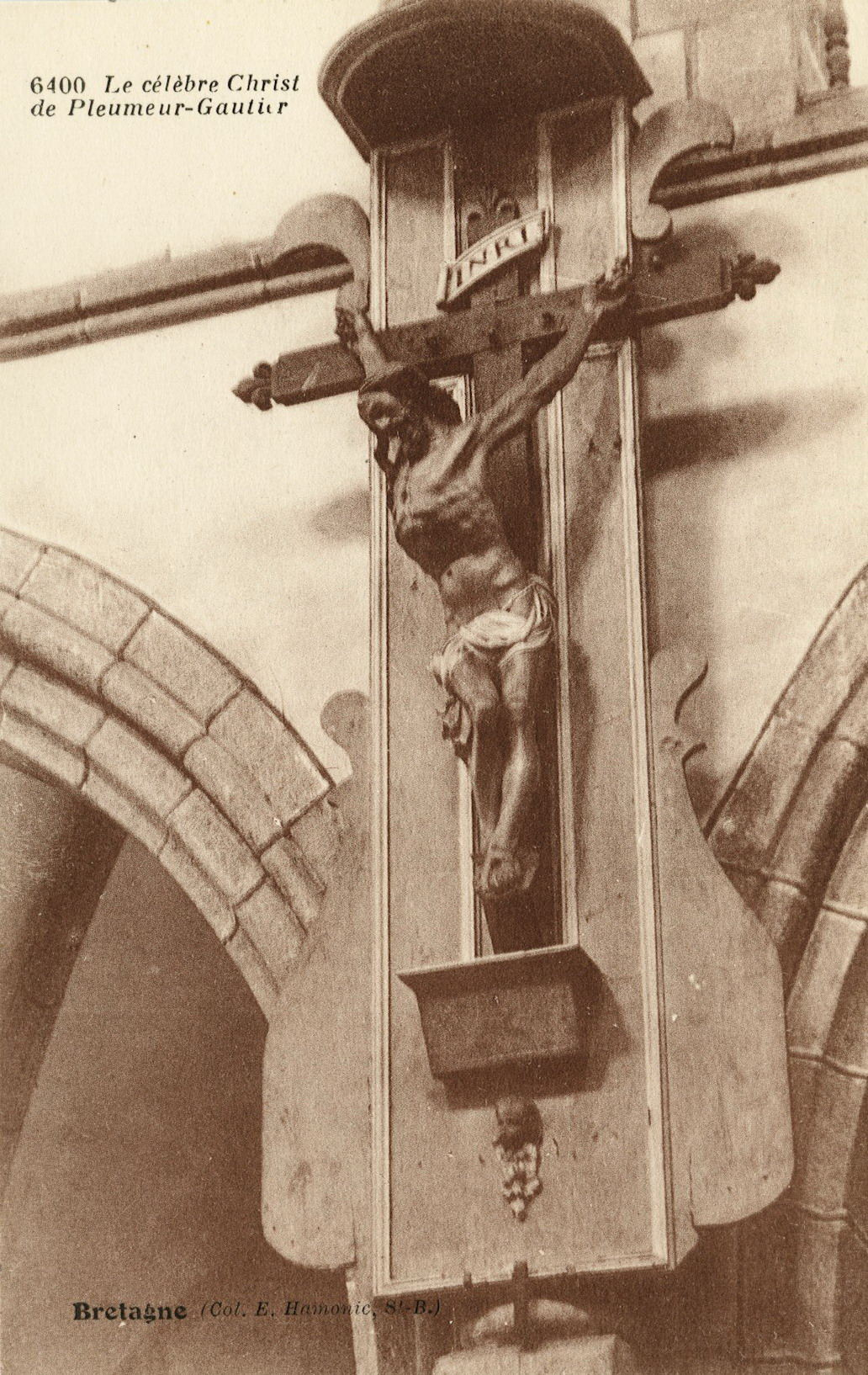
Kreuz (17. Jahrhundert) in der Kirche St-Pierre

- Monuments historiques (Objekte) in Pleumeur-Gautier in der Base Palissy des französischen Kultusministeriums